# Kittilä
Kittilä község Finnország északi részén, Lappföldön található. A település népszerű szabadidőközpont. Az északi sarkkörön túl fekszik. A községben 6386 fő él 8 262 négyzetkilométernyi területen, amelyből 168,71 négyzetkilométert vízfelület alkot. A község népsűrűsége 0,79 fő/km2. 
A település közelében fekszik a Levi Síközpont a Levitunturi hegy 531 méter magas kiemelkedésén. A síközpontban tartják a szezon elején a szlalom lesiklás versenyét az Alpesi sí világkupa keretén belül. A síközpont mind downhill, mind pedig a sífutás végzésére alkalmas pályákkal rendelkezik, valamint hótalpakon is bejárható terepet kínál. A 7 kilométer hosszú és 504,6 méter magas Kätkätunturi hegy a Levitunturi hegy mellett található nyugati irányban. 
2006. június 5-én a kanadai Agnico-Eagle Mines bányavállalat bejelentette, hogy új aranybányát nyit Kittilában, amely elkészülte után Európa legnagyobb aranybányája lesz. A szakértők szerint a környező vidék telérei mintegy 3 millió uncia aranyat rejtenek, melynek piaci ára mintegy 1,8 milliárd dollár. Évi 150 000 uncia arany kitermelésére képes a bánya, amely 13 évre biztosítja a bánya eredményes működését. 
Kittila repülőterét a Blue1, a Finnair & Finncomm Airlines és a Thomson Airways használja. Novembertől áprilisig a repülőtérről szállnak fel a Thomas Cook Airlines gépei is. Kittlában mérték Finnország leghidegebb hőmérsékleti értékét, amely -51,1 °C volt 1999 januárjában Pokka faluban. Az éjféli nap jelenség minden évben május 29-től július 16-ig figyelhető meg. A sarki éjszaka jelenséget minden év december 14-től december 29-éig lehet innen megfigyelni.

## Éghajlata
Lappföld északi részén, Kittilában így alakulnak az éves adatok:
| Hónap                                    | Jan.  | Feb.  | Már.  | Ápr. | Máj. | Jún. | Júl. | Aug. | Szep. | Okt. | Nov.  | Dec.  | Év   |
| ---------------------------------------- | ----- | ----- | ----- | ---- | ---- | ---- | ---- | ---- | ----- | ---- | ----- | ----- | ---- |
| Átlagos max. hőmérséklet (°C)            | −9,6  | −9,1  | −3,6  | 2,1  | 8,8  | 16,2 | 18,7 | 16,2 | 10,1  | 2,9  | −3,4  | −8,0  | 3,5  |
| Átlaghőmérséklet (°C)                    | −14,8 | −14,3 | −9,1  | −2,6 | 4,4  | 11,5 | 13,9 | 11,7 | 6,3   | −0,2 | −7,3  | −12,8 | −1,0 |
| Átlagos min. hőmérséklet (°C)            | −20,0 | −19,5 | −14,5 | −7,2 | 0,1  | 6,8  | 9,2  | 7,3  | 2,5   | −3,2 | −11,1 | −17,6 | −5,5 |
| Átl. csapadékmennyiség (mm)              | 30    | 25    | 25    | 25   | 31   | 48   | 62   | 63   | 52    | 46   | 39    | 31    | 477  |
| Forrás: Finnish Meteorological Institute |       |       |       |      |      |      |      |      |       |      |       |       |      |

## Fordítás
Ez a szócikk részben vagy egészben  a   Kittilä című angol Wikipédia-szócikk ezen változatának fordításán alapul.  Az eredeti cikk szerkesztőit annak laptörténete sorolja fel. Ez a jelzés csupán a megfogalmazás eredetét és a szerzői jogokat jelzi, nem szolgál a cikkben szereplő információk forrásmegjelöléseként.